# Amalia Lindegren
Amalia Lindegren (Stoccolma, 22 maggio 1814 – Stoccolma, 27 dicembre 1891) è stata una pittrice svedese.
Dal 1856 fu membro della Accademia Reale Svedese delle Arti.

## Biografia
Amalia Lindegren nacque a Stoccolma e patì un'infanzia triste. Quando ebbe tre anni, infatti, sua madre morì e Amalia fu relegata in un orfanotrofio. Fu poi adottata dalla vedova del suo presunto padre biologico, Benjamin Sandel. Ebbe quindi un'infanzia umiliante, nella quale veniva impiegata per chiedere la carità alle persone agiate. Questo periodo della sua vita si vede riflesso nelle sue ultime opere, nei quadri che rappresentano bambine dall'espressione triste.
Ma aveva talento e passione per il disegno e fu notata dal pittore e docente di arte Carl Gustaf Qvarnström (1810-1867) che, nel 1849, la incluse nel gruppo di quattro ragazze che furono accettate come studentesse dell'Accademia Reale svedese delle Arti. Amalia si distinse subito e l'anno seguente fu la prima 
donna a vincere una borsa di studio per recarsi a studiare a Parigi, dove rimase fino al 1856. A Parigi fu allieva di Léon Cogniet e di Ange Tissier. 
Studiò anche presso l'Accademia d'Arte di Düsseldorf e quella di Monaco di Baviera. Nel 1854 si recò a Roma, dove rimase quasi un anno, per poi
rientrare definitivamente in Svezia nel 1856.

Trascorse la sua vita a Stoccolma, affermandosi sempre più come ritrattista. Suo è il ritratto della principessa Luisa di Svezia, divenuta poi regina consorte di Danimarca.
Amalia Lindegren non si sposò mai e morì a Stoccolma a 77 anni.

## L'Arte
Amalia Lindegren viene comunemente associata alla Scuola di Düsseldorf, dalla quale fu maggiormente influenzata. Fu un'eccellente ritrattista e pittrice di scene di genere, ispirandosi ad artisti come Adolph Tidemand, Hans Gude, Per Nordenberg e, in generale, allo stile tedesco che dominava in quegli anni. 
Dopo i suoi studi parigini inviò in Svezia un quadro che rappresentava dei bevitori. L'Accademia svedese giudicò questo soggetto come inusuale da parte di una donna e inoltre che la scena di consumatori di alcol non mostra di essere stata dipinta da una donna non sposata. 
Come ritrattista, ad Amalia Lindegren fu riconosciuto un notevole talento, specie per lo spirito di osservazione nei confronti dei suoi soggetti. Inoltre, le sue opere di Dalarna, assieme ai suoi dipinti "sentimentali" di bambine tristi, furono moto popolari. 
Il quadro Lillans sista bädd ("L'ultimo letto della bambina") venne esposto a Parigi nel 1867, a Filadelfia nel 1876 e a Chicago nel 1893.

## Galleria d'immagini

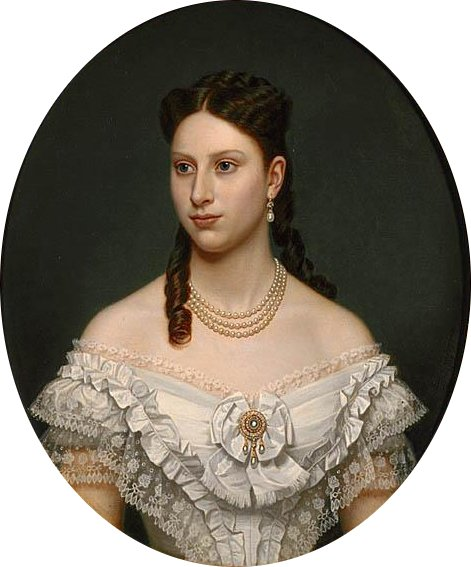
Luisa di Svezia
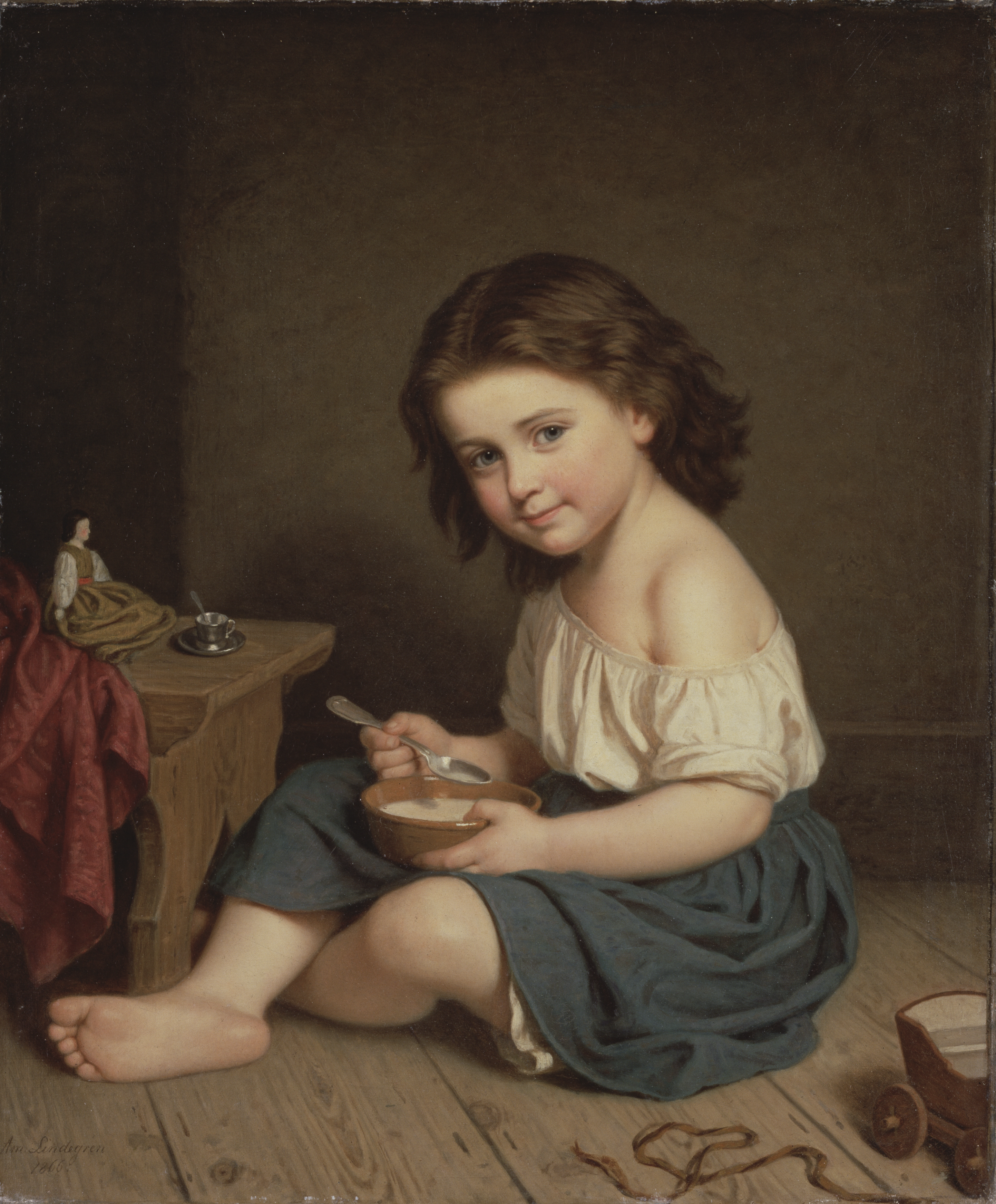
La colazione
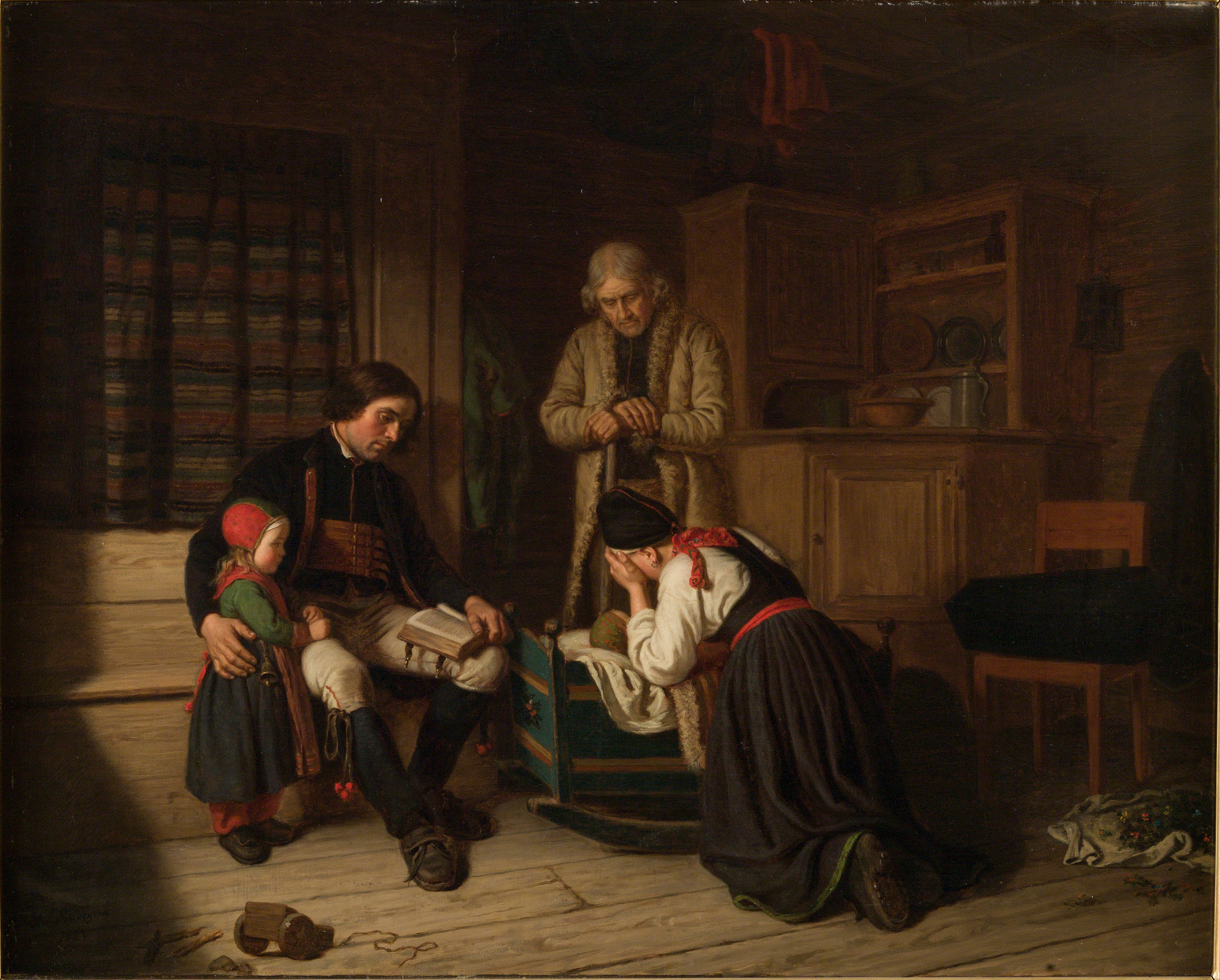
L'ultimo letto della bimba
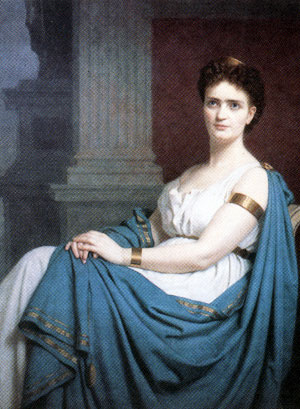
Signe Hebbe
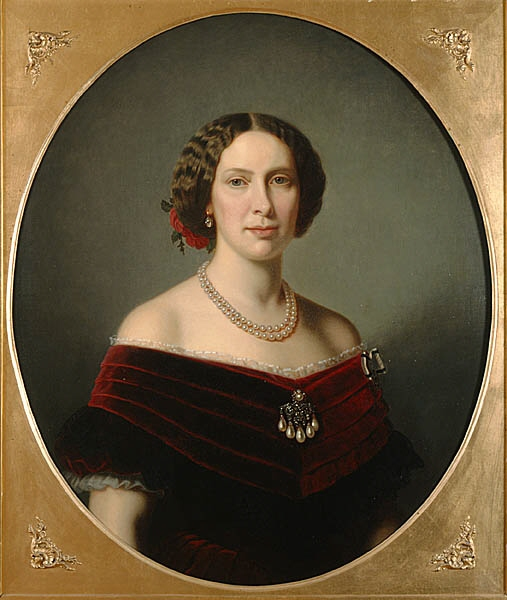
Lovisa

## Riconoscimenti
Amalia Lindegren ricevette il titolo di agré nel 1853, e nel 1856 fu nominata membro dell' Accademia Reale svedese delle Arti.

Fu membro onorario della "Società Britannica delle Donne Artiste" (Society of Women Artists) di Londra, e inoltre, le fu assegnato il premio Litteris et Artibus.

## Collegamenti esterni

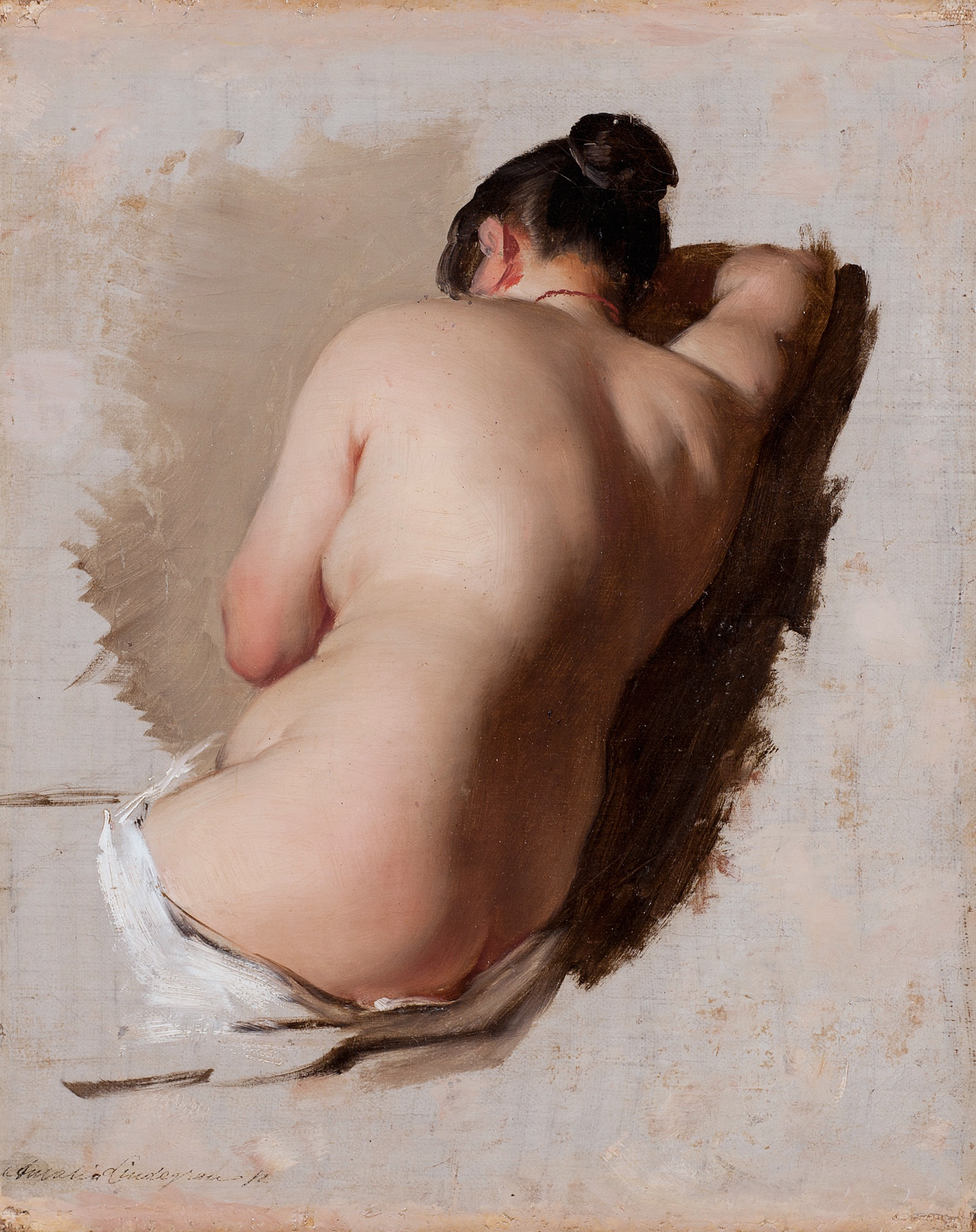
Studio per un nudo